# Indium
Indium är ett mjukt metalliskt grundämne som bland annat används i elektronik, till exempel i bildskärmar.

## Historik
Indium upptäcktes på spektroskopisk väg 1863 av de tyska kemisterna Ferdinand Reich och Theodor Richter i zinkblände från Freiberg i Sachsen och visades offentligt första gången i form av en halvkilosklump vid världsutställningen 1867. De undersökte egentligen talliumhalten i mineraler från Freiberg, men fann istället för talliums karakteristiska gröna linje en blå linje. Namnet kommer av ordet indigo, och syftar på den karakteristiska linjen i indiums spektrum.

## Egenskaper
Indium är en silvervit, mjuk och formbar metall som är mjukare än bly och färgar av sig på papper. Den är lättsmält och i smält form väter indium en glasyta. Föreningar av metallen är till skillnad från föreningar av det närbesläktade grundämnet tallium, inte giftiga.
Metallen är beständig i luft, smidig och kan lätt skäras med kniv.

## Framställning
Indium framställs ur koncentrat av zinkmalm, vilken efter rostning behandlas med svavelsyra varefter metallen utskiljs elektrolytiskt. Halten av indium i jordskorpan är ca 0,25 ppm.

## Användning
Indium används i vissa legeringar, i blyfria lödlod, till vakuumförpackningar och tidigare även i lager i flygplansmotorer. Några indiumföreningar, t. ex. InAs, är halvledande och används inom elektroniken. Indiumgalliumaluminiumfosfid används i laserdioder.